# Alphonse Areola
Alphonse Francis Areola (sinh ngày 27 tháng 2 năm 1993) là một cầu thủ bóng đá chuyên nghiệp người Pháp hiện đang thi đấu cho câu lạc bộ Premier League West Ham United và đội tuyển bóng đá quốc gia Pháp ở vị trí thủ môn.

## Thống kê sự nghiệp
Tính đến ngày 7 tháng 3 năm 2021
| Câu lạc bộ             | Mùa giải     | Giải đấu       | Giải đấu | Giải đấu | Cúp quốc gia1 | Cúp quốc gia1 | Cúp liên đoàn2 | Cúp liên đoàn2 | Châu Âu3 | Châu Âu3 | Khác4 | Khác4 | Tổng cộng | Tổng cộng |
| Câu lạc bộ             | Mùa giải     | Hạng           | Trận     | Bàn      | Trận          | Bàn           | Trận           | Bàn            | Trận     | Bàn      | Trận  | Bàn   | Trận      | Bàn       |
| ---------------------- | ------------ | -------------- | -------- | -------- | ------------- | ------------- | -------------- | -------------- | -------- | -------- | ----- | ----- | --------- | --------- |
| Paris Saint-Germain    | 2012–13      | Ligue 1        | 2        | 0        | 0             | 0             | 0              | 0              | 0        | 0        | —     | —     | 2         | 0         |
| Paris Saint-Germain    | 2016–17      | Ligue 1        | 15       | 0        | 5             | 0             | 1              | 0              | 6        | 0        | 0     | 0     | 27        | 0         |
| Paris Saint-Germain    | 2017–18      | Ligue 1        | 33       | 0        | 0             | 0             | 0              | 0              | 8        | 0        | 1     | 0     | 42        | 0         |
| Paris Saint-Germain    | 2018–19      | Ligue 1        | 21       | 0        | 5             | 0             | 2              | 0              | 3        | 0        | 0     | 0     | 31        | 0         |
| Paris Saint-Germain    | 2019–20      | Ligue 1        | 3        | 0        | 0             | 0             | 0              | 0              | 0        | 0        | 1     | 0     | 4         | 0         |
| Paris Saint-Germain    | Tổng cộng    | Tổng cộng      | 75       | 0        | 10            | 0             | 3              | 0              | 17       | 0        | 2     | 0     | 107       | 0         |
| Lens (mượn)            | 2013–14      | Ligue 2        | 35       | 0        | 1             | 0             | 0              | 0              | —        | —        | —     | —     | 36        | 0         |
| Bastia (mượn)          | 2014–15      | Ligue 1        | 35       | 0        | 1             | 0             | 3              | 0              | —        | —        | —     | —     | 39        | 0         |
| Villarreal (mượn)      | 2015–16      | La Liga        | 32       | 0        | 0             | 0             | —              | —              | 5        | 0        | —     | —     | 37        | 0         |
| Real Madrid (mượn)     | 2019–20      | La Liga        | 4        | 0        | 3             | 0             | —              | —              | 2        | 0        | 0     | 0     | 9         | 0         |
| Fulham (mượn)          | 2020–21      | Premier League | 27       | 0        | 0             | 0             | 1              | 0              | —        | —        | —     | —     | 28        | 0         |
| West Ham United (mượn) | 2021–22      | Premier League | 1        | 0        | 3             | 0             | 3              | 0              | 11       | 0        | —     | —     | 18        | 0         |
| West Ham United        | 2022–23      | Premier League | 5        | 0        | 2             | 0             | 1              | 0              | 15       | 0        | —     | —     | 23        | 0         |
| West Ham United        | Total        | Total          | 6        | 0        | 5             | 0             | 4              | 0              | 26       | 0        | —     | —     | 41        | 0         |
| Career total           | Career total | Career total   | 223      | 0        | 20            | 0             | 11             | 0              | 49       | 0        | 3     | 0     | 306       | 0         |

1 Bao gồm các trận đấu của Coupe de France và Copa del Rey.

2 Bao gồm các trận đấu của Coupe de la Ligue.

3 Bao gồm các trận đấu của UEFA Champions League và UEFA Europa League.

4 Bao gồm các trận đấu của Trophée des Champions.

## Danh hiệu

### Câu lạc bộ
Paris Saint-Germain
- Ligue 1: 2012–13, 2017–18, 2018–19, 2019–20
- Coupe de France: 2016–17, 2017–18
- Coupe de la Ligue: 2016–17, 2017–18
- Trophée des Champions: 2016, 2017, 2019

Real Madrid
- La Liga: 2019–20
- Supercopa de España: 2019–20

West Ham
- UEFA Europa Conference League: 2022–23

### Đội tuyển quốc gia
U20 Pháp
- FIFA U-20 World Cup: 2013

Pháp
- FIFA World Cup: 2018, á quân: 2022